# Parameras de Maranchón, hoz del Mesa y Aragoncillo
Las Parameras de Maranchón, hoz del Mesa y Aragoncillo es un espacio natural, incluido en la Red Natura 2000, como zona de especial protección para aves (ZEPA) y zona especial de conservación (ZEC). Alcanza una extensión total de 49 442 ha, distribuidas en 1583,54 ha en la localidad de Algar de Mesa, 3109,22 ha en Anguita, 421,73 ha en Anquela del Ducado, 1673,43 ha en Ciruelos del Pinar, 1125,72 ha en Corduente, 4538,59 ha en Establés, 5689,11 ha en Luzón, 15 092,73 ha en Maranchón, 2100,97 ha en Mazarete, 1513,11 ha en Mochales, 1291,11 ha en Selas, 6376,51 ha en Tartanedo y 1783,98 ha en Villel de Mesa en la provincia de Guadalajara, comunidad autónoma de Castilla-La Mancha.

## Descripción
- Código NATURA 2000:

LIC - ES4240017
ZEPA - ES0000094
- Clima - Mediterráneo continentalizado (supramediterráneo).
- Extensión - 49 442 ha.
- Altitud

Mínima - 886 m s. n. m.
Media - 1224 m s. n. m.
Máxima - 1503 m s. n. m.
- Localización: W/E (Greenwich).

Longitud - W 2º 8' 26
Latitud - N 41° 2' 21

### Características
El espacio natural engloba una serie de paisajes diferentes:
- Las parameras de Maranchón. Páramos altos y fríos, sobre sustrato calizo (Lías), cubiertas por extensos sabinares y cambronales.

- La hoz del río Mesa. Labrada sobre terrenos secundarios y terciarios, con numerosos escarpes y con presencia de abundantes gilifratos y gleras en las laderas.

- El monte Aragoncillo (1.518 m. Elevación del zócalo paleozoico que da lugar a una Sierra de litología silícea (cuarcitas, pizarras paleozoicas y areniscas triásicas) con una vegetación silicícola característica de rebollares y jarales.

- El Valle de los Milagros (Santa María del Espino, municipio de Anguita - La Riba de Saelices). Labrado por el río Linares y sus afluentes, que en su recorrido atraviesa un amplio conjunto de litologías (pizarras y cuarcitas ordovícicas, areniscas Buntsandostein, calizas Munchenlkalk y margas salinas del Kenper) generando en cada caso un perfil de valle diferente.

#### Fauna y flora
La zona incluye el sabinar albar (Juniperus Hemisphaerico-thuriferae) más extenso de Castilla-La Mancha, constituyendo un excelente refugio para este tipo de bosque cubierto, relicto de épocas más frías y secas, por sus características climáticas extremas y continentales. El sabinar se encuentra actualmente en expansión, gracias a la baja presión ganadera y el abandono de las tierras de cultivo menos rentables.
Junto con el sabinar, aparecen sus etapas de degradación características, con formaciones de Juniperus communis subsp. hemisphaerica, y los característicos cambronales (Lino apressi-Genistetum regidissimae), que ocupan una gran extensión en la zona, siendo un hábitat de primer orden para la alondra de Dupont, (Chersophilus duponti), el alcaraván (Burhinus oedicnemus) , la bisbita campestre (Anthus campestris) y la cogujada común (Galerida theklae).
La Hoz del río Mesa es una notable singularidad geológica en estos páramos, que se traduce en la aparición de un gran número de comunidades específicas: Sabinares negrales (Rhamno-Juniperetum phoeniceae) y encinares (Junipero thuriferae-Quercetum rotundifoliae) en las solanas pedregosas o enclaves más térmicos y asociaciones rupícolas, comunidades de repisas y de paredones rezumantes. Esta hoz es un lugar de nidificación de numerosas aves rapaces rupícolas, junto con los roquedos del Valle de los Milagros. Esta zona supera los criterios de la Directiva Aves para la designación de una ZEPA, para Buitre leonado (Gups fulvus) y Alimoche (Neophron percnopterus) y manteniendo una buena densidad de águila real (Aquila chrysaetos), Halcón peregrino (Falco peregrinus) y Chova piquirroja (Pyrrhocorax pyrrhocorrax).
Las zonas silíceas (Sierra de Aragoncillo, Valle de los Milagros, etc) mantienen una interesante vegetación silicícola: De una parte, sobre areniscas Buntsandstein (rodenales), los característicos pinares de Pinus pinaster sobre un jaral-brezal (Erico scopiarae-Cistetum populifolii) o biercolar (Avenulo sulcatae-Callunetum vulgaris). Sobre pizarras y cuarcitas, tipos de óptimo carpetano, rebollares (Luzoloforsteri-Quercetum pyrenaicae), cervunales (Campanulo-Nardion), Majadales silicícolas (Festuco amplae-Poetum bulbosae) o comunidades rupícolas de grietas umbrosas (Polypodion serrulati-cambrici).

#### Vulnerabilidad
Los hábitat fluviales son vulnerables frente a un aumento de la contaminación y a modificaciones físicas de su estructura (dragados, explotación de áridos, etc) o vegetación.
Los cambronales pueden verse amenazados por acciones de reforestación de pinos.